# استونس بتری
استونس بتری (به انگلیسی: Stevens Battery) یک پروژهٔ کشتی امریکایی بود که طول آن ۲۵۰ فوت (۷۶ متر) بود و توسط نیروی دریایی ایالات متحده آمریکا برای جنگ داخلی امریکا در سال ۱۸۴۴ میلادی پیشنهاد شد، اما به‌خاطر بودجهٔ کم آن هیچوقت ساخته و استفاده نشد. 